# بالمین (نیو ساوت ولز)
بالمین (به انگلیسی: Balmain East) یک حومه شهر در استرالیا است که در نیو ساوت ولز واقع شده‌است.